# Emilio Bossi

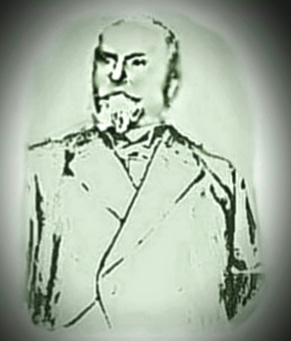
Emilio Bossi

Emilio Bossi (* 31. Dezember 1870 in Bruzella; † 27. November 1920 in Lugano) war ein Schweizer Politiker (FDP). Er war Tessiner Grossrat und Staatsrat, National- und Ständerat, Freidenker und Anhänger der Freimaurerei.

## Leben
Emilio Bossi, Sohn des Architekten Francesco Bossi aus Bruzella, absolvierte in Lugano das Gymnasium und studierte Recht an der Universität Genf. Der Anwalt und Journalist wurde mit polemischen Schriften unter dem Pseudonym Milesbo bekannt. Er verteidigte vehement die Italianità des Tessins gegen eine entstehende deutschsprachige Parallelgesellschaft im Südkanton und bekämpfte ebenso heftig den Klerikalismus.
Er war zweimal verheiratet. Mit Emilia Contestabile hatte er fünf Kinder: Bixio Bossi (Politiker, 1896–1990), Alba (1897), Jebo (1898), Emilio (1900), Bruno Bossi (Architekt, 1901–1993). Nach dem Tod seiner ersten Frau übernahm deren Schwester Elisa Contestabile die Erziehung der Kinder, heiratete Emilio Bossi und gebar den gemeinsamen Sohn Elio. Elisa starb infolge einer Infektion nach der Geburt.
Im Jahr 1893 wurde er Chefredaktor der Zeitschrift Vita Nova, 1895 gründete er die Tageszeitung L’Idea moderna, am Ende des Jahrhunderts wurde er Chefredaktor der Zeitung Gazzetta Ticinese, die sich an der extremen Linken orientierte, und 1906 gründete er L’Azione, das Organ der äussersten Linken innerhalb der Freisinnigen Partei. 1920 wurde er Direktor der liberal-radikalen Zeitung Il Dovere, erschienen ab 1878 in Bellinzona, Organ der Tessiner Radikal-liberalen Partei bis 1992 (Fusion mit L’Eco di Locarno).

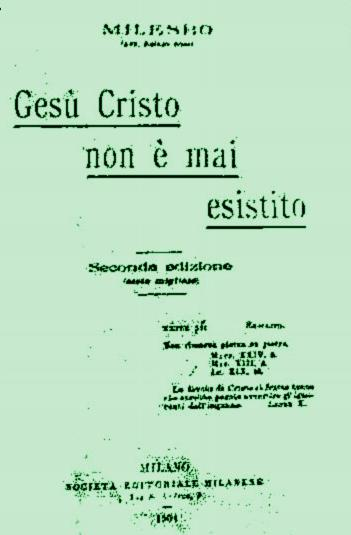
Emilio Bossi, Gesù Cristo non è mai esistito.

Als Politiker war Emilio Bossi Tessiner Gross- (1905–1910, 1914–1920) und Staatsrat (1910–1914, Departement des Innern); auf eidgenössischer Ebene National- (1914–1920) und Ständerat (1920). 1905–1910 war er Untersuchungsrichter für das Sottoceneri. Als Atheist schrieb er das Buch Gesù Cristo non è mai esistito.

## Werke
- Sulla separazione dello Stato dalla Chiesa. Tipografia Carlo Salvioni, Bellinzona, 1899.
- Gesù Cristo non è mai esistito. Società Editrice Milanese, Mailand 1904.
- I clericali e la libertà. 1909.
- Di una ferrovia elettrica in valle di Muggio. Tipografia commerciale moderna, Lugano 1910.
- Venti mesi di storia svizzera. Tipografia Luganese Sanvito & C., Lugano 1916.
- Cristo nella storia, nella Bibbia, nella mitologia. Tipografia Libraria-editrice, Bellinzona 1935.